# 共和国卫士
共和国卫士是中華人民共和國政府在1989年6月4日平息六四事件之後，由當時的國務院總理李鵬、中央军委主席邓小平親自向在事件中有功勞或重傷、殉职的軍人頒授或追授的荣誉称号。共和國衛士共37人：死者15人、生者22人，分5批授予。授賞者會得到一枚銅質獎章，上有鄧小平親筆書寫的五個字「共和国卫士」的浮雕。中华人民共和国官方也制作了同名的纪录片和书籍，讲述平息六四天安门事件的过程。另外參與或輕傷者尙有獲贈一些不記名的小紀念品，例如北京市贈與一線人員手錶等物品。

## 死者名单
历史学者吴仁华整理共和国卫士中的死者名单如下：
1. 刘国庚，陆军第63集团军直属通信团第2营第4连第1排少尉排长；
2. 王其富，陆军第38集团军直属炮兵旅第5营营部无线电通信班班長；
3. 李强，陆军第38集团军直属炮兵旅第5营第2连第1班士兵；
4. 杜怀庆，陆军第38集团军直属炮兵旅第5营第2连第3班士兵；
5. 李栋国，陆军第38集团军直属炮兵旅第5营第2连第4班副班长；
6. 王小兵，陆军第38集团军直属炮兵旅第5营第2连第4班士兵；
7. 徐如军，陆军第38集团军直属炮兵旅第5营第3连有线通信班班长；
8. 崔国政，陆军第39集团军步兵第116师步兵第347团炮兵营榴彈炮2连士兵；
9. 马国选，陆军第54集团军步兵第127师炮兵团第2营第6连代理排长；
10. 王锦伟，陆军第54集团军步兵第162师步兵第486团后勤处中尉战勤参谋；
11. 李国瑞，武装警察部队北京市总队第2支队第1大队通信班士兵；
12. 刘艳坡，武装警察部队北京市总队第1支队第1大队第1中队士兵；
13. 于荣禄，陆军第39集团军政治部宣传干事，少校军衔；
14. 臧立杰，陆军第39集团军步兵第115师步兵第345团第3营第7连士兵；
15. 王景生，陆军第24集团军步兵第70师步兵第210团第1营第1连第3排排长。

这15名军警的死亡时间和地点如下：
陆军第63集团军排长刘国庚死于1989年6月4日凌晨4点钟左右，地点在西长安街上的西单路口东约150米处。
陆军第38集团军6名士兵王其富、李强、杜怀庆、李栋国、王小兵、徐如军死于1989年6月4日凌晨1点10分左右，地点在西长安街上往西延长线上的翠微路路口，翻车起火而被烧死。據人民日報報導，四连乘坐的卡车於6月4日凌晨行至翠微路，被砖石雨袭擊翻倒起火，车上的38人被笼罩在火中。前座上的保卫干事王强指揮救援，被稱為「共和国卫士」。
陆军第39集团军士兵崔国政死于1989年6月4日凌晨4点40分左右，地点在天安门广场南面的崇文门过街天桥（位于北京市崇文区）附近。
陆军第54集团军代理排长马国选于1989年6月4日凌晨1点钟左右在北京市宣武区的菜市口附近身负重伤，被送往武装警察部队医院抢救无效死亡。
陆军第54集团军中尉参谋王锦伟死于1989年6月4日凌晨4点30分，地点在北京市宣武区的南新华街。
武警部队北京市总队士兵李国瑞于1989年6月4日凌晨5点钟许在北京市西城区的阜成门立交桥身负重伤，被送往北京人民医院抢救无效死亡。
武警部队北京市总队士兵刘艳坡于1989年6月4日凌晨1点钟许在西长安街上的西单路口身负重伤，被送往北京人民医院抢救无效死亡。
陆军第39集团军少校干事于荣禄死于1989年6月4日2点钟左右，死亡地点不详。
陆军第39集团军士兵臧立杰于1989年6月7日与同伴乘坐军车路过北京市东城区的建国门时，被从外交公寓里射出的子弹击中面部，当场身亡。
陆军第24集团军排长王景生于1989年7月4日在巡逻执勤中突然病发死亡。

## 受奖人员列表
| 授予批次 | 被授予人 | 授予單位        | 授予時間      |
| -------- | --- | --------------- | ------------- |
| 一       | - 63軍：劉國庚、 - 38軍：王其富、李強、杜懷慶、李棟國、王小兵、徐如軍、 - 39軍：崔國政、 - 54軍：馬國選、王錦偉 | 中央軍委        | 1989年6月30日 |
| 二       | - 李國瑞（武警北京總隊2支隊） - 劉艷坡（武警北京總隊1支隊）                                                     | 國務院/中央軍委 | 1989年7月18日 |
| 三       | 榮祿、臧立傑、趙勇明、李勃、王強、廖開喜、張震、安衛平、沈運田、余愛軍、周家柱、游德高                          | 中央軍委        | 1989年7月27日 |
| 四       | 王玉文、王志強、姜超成                                                                                          | 國務院/中央軍委 | 1989年9月22日 |
| 五       | 王景生、劉加林、劉閣雲、杨蓉娅、李樹存、葛明軍、傅勇、种振慶、樂立成、袁華榮                                    | 中央軍委        | 1990年2月11日 |

## 书籍及影视作品
1989年7月，八一电影制片厂出品，中國人民解放軍總政治部編製的全四集新闻纪录片《飘扬，共和国的旗帜》，作为国庆40周年献礼片。该片于1990年获第一届全国电影制片厂优秀摄影组“骏马奖”短片优秀摄制组奖。这部纪录片有时被称为「《共和国卫士》」。
解放军出版社於1989年8月出版书籍《共和国卫士》，於同年10月出版书籍《共和国卫士之歌》。

## 外部連結
中華人民共和國國務院公報.10月23日.1989年第19號 （页面存档备份，存于） 中華人民共和國國務院辦公廳